# Нуира, Хеди Амара
Хеди Амара Нуира (араб. محمدالهادي نويرة‎; 5 апреля 1911, Монастир, протекторат Тунис — 25 января 1993, Ла-Марса, Тунис) — тунисский политический деятель, премьер-министр Туниса (1970—1980).

## Биография
Среднее образование получил в Тунисе, в 1937 году окончил юридический факультет Парижского университета, по возвращении на родину вернулся занялся адвокатской практикой.
Активно участвовал в национально-освободительном движении, которое возглавила партия «Новый Дустур». В 1938 году был арестован французскими колониальными властями и выслан во Францию.
В 1943 году вернулся в Тунис, выступал за сотрудничество со странами антигитлеровской коалиции. В послевоенные годы вместе с другими руководителями «Нового Дустура» развернул активную деятельность по сплочению тунисского национально-освободительного движения.
В 1942—1954 годах — генеральный секретарь партии «Новый Дустур».
В 1954—1955 годах — министр торговли в колониальном правительстве Туниса, в сентябре 1955 — сентябре 1958 — министр финансов
После провозглашения независимости страны (1956) являлся одним из ближайших сподвижников президента Хабиба Бургибы, в 1958—1970 — председатель административного совета Центрального банка Туниса, государственный министр (1969), министр экономики (июнь 1970), министр внутренних дел (в сентябре-октябре 1971).
2 ноября 1970 — 23 апреля 1980 — премьер-министр Туниса, одновременно, в 1971—1980 годах — генеральный секретарь Социалистической дустуровской партии. В апреле 1972 года посещал СССР с официальным визитом.
Правительство Нуира отошло от социалистических экспериментов кабинета-предшественника, определявшихся решениями Национального планового совета под председательством министра экономики А. бен Салаха, взяв курс на экономическую либерализацию. Считался наиболее вероятным преемником Бугрибы на посту главы государства, однако в 1980 году после инсульта был вынужден уйти из политики.